# منصف الوهايبي
محمد المنصف الوهايبي (20 ديسمبر 1949 -) هو شاعر وروائي وأستاذ جامعي تونسي.

## النشأة والمسيرة
ولد محمد المنصف الوهايبي بحاجب العيون بولاية القيروان وتحصل على شهادة الدكتورا الحلقة الثالثة (= ماجستير) عن أطروحة «الجسد المرئي والجسد المتخيل في شعر أدونيس» وعلى شهادة دكتوراه الدولة عن موضوع «صناعة الشعر عند أبي تمّام ومكوناتها: في قراءة القدامى وفي النص الشعري». ويعمل أستاذا محاضرا بكلية الآداب والعلوم الإنسانية بسوسة. وهو عضو في المجمع التونسي للعلوم والآداب والفنون - بيت الحكمة. وقام في 1996 بالكتابة وتأليف السيناريو للفيلم الوثائقي الخيالي «يا بلدا يشبهني» والذي يتمحور حول زيارة الرسام بول كلي إلى تونس والحمّامات والقيروان في عام 1914 وأخرجه هشام الجربي. وشارك في كتابة سيناريو فيلم «بانتظار ابن رشد» لنفس المخرج في 1998. وعمل في ترجمة الشعر إلى العربية إذ عرّب في 1984 بالاشتراك مع محمد الغزّي ديوان «تحت برج الدلو» للسويدي أوستون شوستراند عضو لجنة نوبل، وشارك مع الشاعرة البرتغالية روزا أليس برانكو في ترجمة ديوانها «ما ينقص الأخضر ليكون شجرة» في 2002 وفي إصدار «نخلة القيروان» باللغتين العربية والبرتغالية في 2003. وتُرجمت قصائد مختارة من دواوينه إلى عدة لغات هي الفرنسية والإنجليزية والألمانية الإسبانية والبرتغالية والسويدية. وله عدة مقالات في موقع الأوان ويعمل مديرا لجمعية «العتبة الثقافية» ببورتو في البرتغال.
تحصل ديوانه «ميتافيزيقا وردة الرمل» على جائزة البنك التونسي «أبوالقاسم الشابي» للشعر في 1999، وحصل أيضا على جائزة الكومار الذهبي عن رواية «عشيقة آدم» في 2012. وفاز ديوانه «ديوان الوهايبي» بجائزة أفضل ديوان عن مؤسسة جائزة عبد العزيز سعود البابطين للإبداع الشعري في 2014 والتي قيمتها عشرون ألف دولار أمريكي. وحصل في 2020 عن ديوانه «بالكأس ما قبل الأخيرة» على جائزة الشيخ زايد للآداب التي تقدمها جائزة الشيخ زايد للكتاب والتي تبلغ قيمتها مليون درهم إماراتي.
وحصل بحثه «بنية الخطاب الشعري في الشعرية العربية المعاصرة بين الاستعاري والكنائي» على المركز الأول في الدورة الثالثة من جائزة الشارقة لنقد الشعر العربي في 2023.

## الجوائز
- جائزة البنك التونسي «أبوالقاسم الشابي» للشعر، عن ديوان «ميتافيزيقا»، 1999
- جائزة الكومار الذهبي عن رواية «عشيقة آدم»، 2012
- جائزة شاعر عكاظ، 2014
- جائزة أفضل ديوان، مؤسسة جائزة عبد العزيز سعود البابطين للإبداع الشعري، عن ديوان «ديوان الوهايبي»، 2014
- جائزة لجنة التحكيم: جائزة المتوسّط للشعر: نيكوس غاتسوس
- جائزة الشيخ زايد للآداب، جائزة الشيخ زايد للكتاب، عن ديوان «بالكأس ما قبل الأخيرة»، 2020
- جائزة الشارقة لنقد الشعر العربي، عن بحثه «بنية الخطاب الشعري في الشعرية العربية المعاصرة بين الاستعاري والكنائي»، 2023

## أعماله

### الشعر
- ألواح، دار سيراس للنشر، تونس، 1982
- من البحر تأتي الجبال، دار أميّة، تونس، 1991
- مخطوط تمبكتو، دار صامد، صفاقس، 1998
- ميتافيزيقا وردة الرمل، القيروان، 2000
- فهرست الحيوان، دار محمد علي، تونس، 2007
- كتاب العصا، دار النهضة، بيروت، 2007
- أشياء السيدة التي نسيت أن تكبر، دار المها للنشر، تونس، 2009
- ديوان الوهايبي، دار محمد علي للنشر، تونس، 2010
- تمرين على كتابة يوم الجمعة 14 جانفي 2011 وقصائد أخرى، دار آفاق، برسبكتيف للنشر، تونس، 2011
- ديوان الصيد البحري، دار آفاق، برسبكتيف للنشر، تونس، 2013 (سلسلة آفاق للإبداع والفنون)
- بنات قوس قزح، 2015
- بالكأس ما قبل الأخيرة، دار مسكيلياني للنشر، تونس، 2019

### الرواية
- هل كان بورقيبة يخشى حقّا معيوفة بنت الضاوي، 2011
- عشيقة آدم، 2012
- ليلة الإفك، 2015

### الترجمة
- تحت برج الدلو، (ديوان لأوستون شوستراند عضو لجنة نوبل، ترجمة بالاشتراك مع محمد الغزّي)، سيريس، تونس، 1984
- ما ينقص الأخضر ليكون شجرة، (ديوان لروزا أليس برانكو)، سلسلة كتاب تمبكتو، تونس، 2002 (ترجمة بالاشتراك مع الشاعرة)
- نخلة القيروان (باللغتين العربية والبرتغالية)، (ديوان لروزا أليس برانكو)، بورتو،البرتغال، 2003 (ترجمة بالاشتراك مع الشاعرة)

### الأفلام
- يا بلدا يشبهني، 1996 (كتابة وسيناريو)
- بانتظار ابن رشد، 1998 (مشاركة في كتابة السيناريو)

## وصلات خارجية
- منصف الوهايبي في موقع الأوان